# 1564 Сербія
1564 Сербія (1564 Srbija) — астероїд головного поясу, відкритий 15 жовтня 1936 року.
Тіссеранів параметр щодо Юпітера — 3,143.
Названо на честь країни Сербія.